# 春日神社 (紀の川市)
春日神社（かすがじんじゃ）は、和歌山県紀の川市にある神社である。

## 祭神
主祭神は健御賀豆智命、天児屋根命。

## 歴史
『紀伊続風土記』によれば、「池田荘十六箇村の産土神」として崇敬され、八百余年の歴史をもつ。